# Epicus Doomicus Metallicus
Epicus Doomicus Metallicus – debiutancki album szwedzkiego zespołu Candlemass, wydany w 1986 roku. Budżet przeznaczony na jego nagranie wynosił zaledwie 1800 dolarów. Album doczekał się dwóch reedycji, w 2001 roku na dwóch płytach winylowych i w 2003 roku na dwóch płytach CD. W obu reedycjach drugą płytę stanowi nagranie koncertu w Birmingham z 1988 roku.
Pomimo początkowej niskiej sprzedaży, album ten dziś uważany jest za kamień milowy w dziejach muzyki metalowej. Z tytułu albumu zaczerpnięto nazwę dla zdefiniowanego przez niego nowego podgatunku muzyki metalowej - doom metalu.

## Lista utworów
1. Solitude – 5:37
2. Demon's Gate – 9:12
3. Crystal Ball – 5:23
4. Black Stone Wielder – 7:36
5. Under the Oak – 6:56
6. A Sorcerer's Pledge – 8:12

### Dodatkowe utwory w reedycjach
Nagranie koncertu w Birmingham, w marcu 1988 roku
1. The Well of Souls — 7:25
2. Demon's Gate — 9:02
3. Crystal Ball — 5:18
4. Solitude — 6:25
5. Bewitched — 6:24
6. A Sorcerer's Pledge — 10:53
7. Black Sabbath Medley — 6:12

## Twórcy
- Leif Edling – gitara basowa
- Mats Björkman – gitara
- Mats Ekström – perkusja
- Johan Längqvist – wokal
- Klas Bergwall – gitara prowadząca
- Cille Svenson – dodatkowy wokal w utworze "A Sorcerer's Pledge"

### Dodatkowe utwory
- Messiah Marcolin – wokal
- Mats Björkman – gitara
- Lars Johansson – gitara prowadząca
- Leif Edling – gitara basowa
- Jan Lindh – perkusja